# Sciaena wieneri
Sciaena wieneri är en fiskart som beskrevs av Sauvage, 1883. Sciaena wieneri ingår i släktet Sciaena och familjen havsgösfiskar. IUCN kategoriserar arten globalt som otillräckligt studerad. Inga underarter finns listade i Catalogue of Life.